# Comercio Buenos Aires
Club Atlético Comercio – argentyński klub piłkarski z siedzibą w mieście Buenos Aires.

## Historia
Klub Comercio założony został w 1905 roku. W 1913 roku klub wziął udział w rozgrywkach pierwszej ligi zorganizowanych przez federację Asociación Argentina de Football, zajmując 11. miejsce. W 1914 roku było ostatnie, 13. miejsce. W 1915 roku w Argentynie zakończył się okres podziału i znów była jedna liga, w której Comercio zajął przedostatnie 24. miejsce, co oznaczało spadek z ligi. Klub już nigdy nie wrócił do najwyższej ligi Argentyny.
Comercio spędził w pierwszej lidze 3 sezony - rozegrał 55 meczów, w tym 8 zwycięstw, 9 remisów i 38 porażek, zdobywając 25 punktów. Klub zdobył 66 bramek i stracił 155 bramek.